# Ropojana

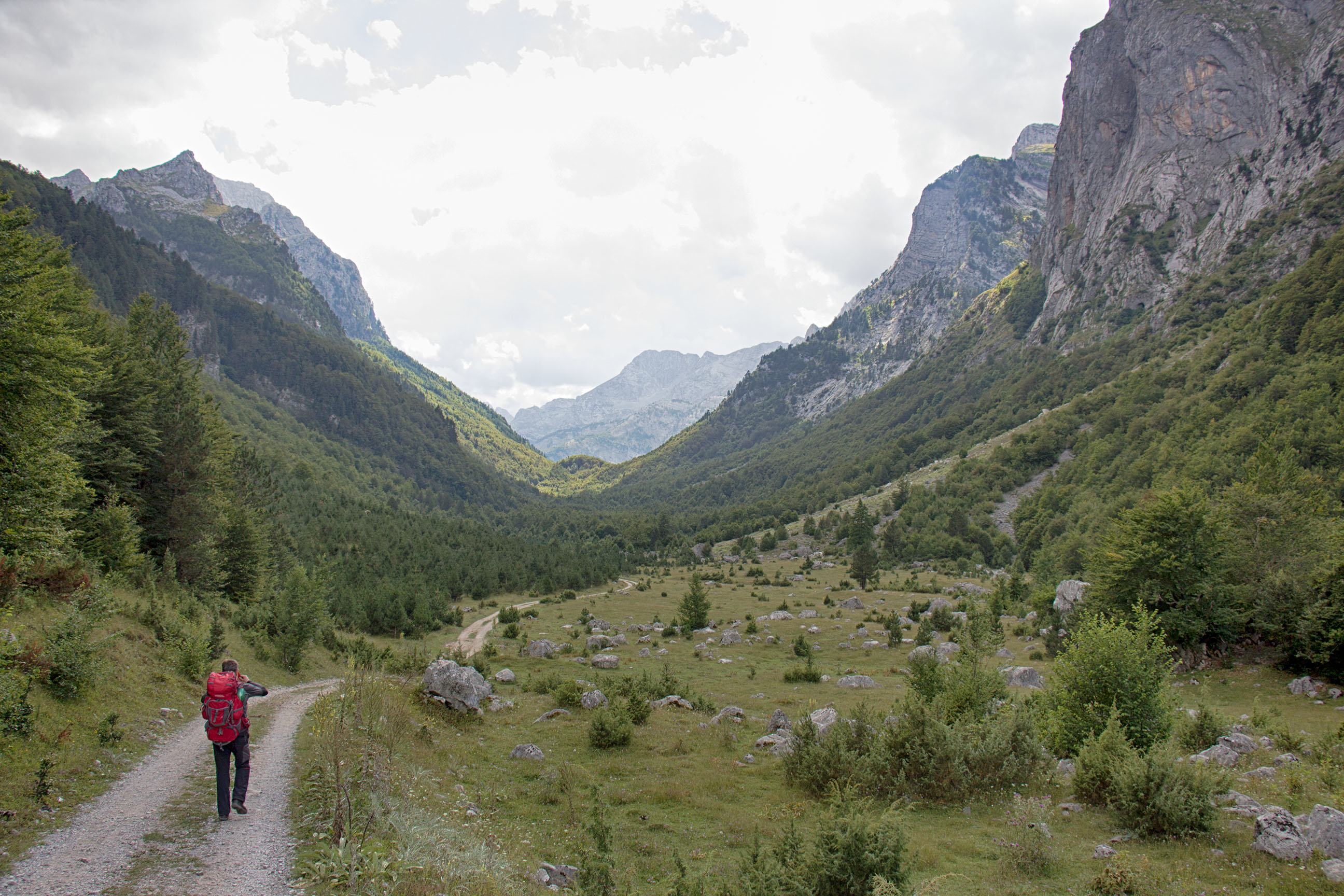
Ropojana

Ropojana (v srbské cyrilici Ропојана, albánsky Ropojanë) je dlouhé ledovcové údolí v pohoří Prokletije na jihu Černé Hory. Údolím protéká říčka Vruja, jedna ze zdrojnic Limu, v údolí se nachází kaňon říčky Skakavica. Údolí, které se táhne v severo-jižním směru až na hranici Černé Hory a Albánie, je ukončeno Ropojanským jezerem.
V současné době je údolí častou turistickou destinací jak domácích, tak i zahraničních návštěvníků. Údolí je s výjimkou několika vesnic nedaleko města Gusinje, které jej ukončuje na severní straně, neobydlené.
V údolí Ropojana se nachází vyvěračka Oko Skakavace a rovněž pramen s názvem Alipašini izvori.